# حرب المخيمات
حرب المخيمات هي المعارك التي دارت في الفترة الرابعة من الحرب الأهلية اللبنانية بين حركة أمل والجيش السوري والجيش اللبناني بالإضافة إلى بعض الفصائل الفلسطينية المدعومة من سوريا من جهة ضد قوات فتح الموالية لياسر عرفات ومقاتلي حركة المرابطون من جهة أخرى، حول مخيمات اللاجئين الفلسطينيين في بيروت. دارت المعارك بين مايو 1985 ويوليو 1988.

## الخلفية
بعد تأسيس دولة إسرائيل وحرب 1948، إتّجه عشرات الآلاف من اللاجئين الفلسطينيين إلى جنوب لبنان، وعاش معظهم في مخيمات اللاجئين بالقرب من المدن الكبرى في ظروف إقتصادية سيئة. مع نهاية الخمسينيات، بدأ الفلسطينييون في لبنان والدول العربية بتشكيل مجموعات شبه عسكرية، والتي باتت لاحقًا الفصائل الرئيسية في منظمة التحرير الفلسطينية. في لبنان، نصبت بعض هذه المجموعات حواجز على الطرقات، وأجبروا اللبنانيين على دفع رسوم وتبرّعات في سبيل «خدمة القضية الفلسطينية».
تدريجيًا، حوّل الفلسطينيون منطقة جبل عامل إلى دويلة بأمر الواقع، وإستخدموها كقاعدة إطلاق صواريخ وعمليّات حرب العصابات ضد إسرائيل. على الرغم من دعم المجتمع الشيعي للفلسطينيين في صراعهم ضد إسرائيل، إلا أنّ سلوك وتصرّف منظمة التحرير والمجموعات الفلسطينية الأخرى العدائي في الجنوب، دفع الشيعة، إلى جانب الموارنة، إلى الإستياء والنفور من الوجود الفلسطيني على أرضهم. بالإضافة إلى ذلك، تعرّض الشيعة في الجنوب لخطر دائم من الرد الإسرائيلي على عمليّات منظمات التحرير، ووصل الأمر إلى إجتياح الجيش الإسرائيلي لجنوب لبنان عام 1978 فيما عرف بعملية الليطاني، ردًا على هذه الهجمات.
نجح الإجتياح الإسرائيلي الثاني في يونيو 1982، في إخراج الآلاف من المقاتلين الفلسطينيين التابعين لياسر عرفات من جنوب لبنان وبيروت الغربية. تحت الرعاية الدولية، إضطروا لإخلاء المنطقة واللجوء إلى طرابلس. أدى الغزو أيضًا إلى إحتلال إسرائيل للجنوب لمدّة 18 سنة تقريبا، وإنشاء منطقة أمنية بتحالف مع جيش لبنان الجنوبي، الذي يعرف بجيش لحد، الذي تكوّن من مقاتلين مسيحيين بالدرجة الأولى. بالإضافة إلى عدد من الشيعة والدروز. في هذه الفترة، وبموافقة من سوريا، أرسلت إيران فرقة من أعضاء الحرس الثوري إلى لبنان، بهدف تنظيم وجمع المجموعات العسكرية الشيعية الصغيرة وتأسيس منظمة جديدة هي حزب الله.
سعى الأسد لاحتواء منظمة التحرير، كما كان قلقًا من أنّ أنشطة الفصائل الفلسطينيين ستدفع الإسرائيليين إلى غزو لبنان مجددًا. في البداية، سهّلت سوريا ظهور منظمات موالية لها مثل الصاعقة، والجبهة الشعبية لتحرير فلسطين – القيادة العامة، والمجموعة المنشقة عن فتح بقيادة سعيد مراغة. تبيّن لاحقًا أن حلفاء سوريا منهم يتمتّعون بنفوذ قويّ فقط في المناطق التي يسيطر عليها الجيش السوري، مثل سهل البقاع. في المناطق خارج السيطرة السورية، كانت اليد العليا لمنظمات مثل فتح، الجبهة الشعبية والجبهة الديمقراطية.
إعتمد الأسد على سعيد مراغة في إخراج ياسر عرفات ومقاتليه من لبنان. استخدم أبو موسى، وهو عضو سابق في حركة فتح، إستعداد عرفات للمفاوضات مع إسرائيل كذريعة للحرب. في نوفمبر 1983، قاتلت فتح الانتفاضة بقيادة أبو موسى حركة فتح لمدة شهر في طرابلس، حتى غادر الأخير لبنان إلى تونس. على الرغم من نجاح الخطة، إلا أن مقاتلي حركة فتح عادوا إلى لبنان خلال السنتين اللاحقتين ولجأوا إلى المخيمات الفلسطينية في بيروت والجنوب.
مع تجمّع الفلسطينيين في الجنوب، إعتمد الأسد هذه المرّة على أفواج المقاومة اللبنانية بقيادة نبيه بري، ومنحه هذا التحالف المزيد من النفوذ في الأراضي اللبنانية من خلال حركة أمل. من الناحية الأخرى، كانت حركة أمل مغتاظة من سلوك الفلسطينيين لعقود في جنوب لبنان، كما دفعتها رغبتها للسيطرة على المناطق ذات الأغبية الشيعية في لبنان.
خلال منتصف سنة 1985، دخلت حركة أمل في صراع مع الحزب التقدمي الاشتراكي وجيش التحرير الشعبي التابع له، بقيادة وليد جنبلاط في منطقة الشوف. مع تدهور العلاقات بين الطرفين، نشأ مجددًا تحالف بين الحزب التقدمي الاشتراكي والفلسطينيين. على عكس معظم الميليشيات اليسارية، رفضت منظمة العمل الشيوعي في لبنان التعاون مع سوريا لإخراج عرفات، ما أدّى لاغتياظ السوريين منها وإضطرارها إلى العمل بسرية بعد 1987.

## حرب المخيمات

### القوى المتحاربة
تحالف مع عرفات كلّ من المرابطون، حركة السادس من شباط، منظمة العمل الشيوعي في لبنان، الحزب الديمقراطي الكردي، وواجهوا تحالفًا قويًا مؤلفًا من حركة أمل الشيعية، الحزب التقدمي الاشتراكي الدرزي، الجيش اللبناني، بالإضافة إلى فتح الانتفاضة المنشقة عن حركة فتح، منظمة الصاعقة، جيش التحرير الفلسطيني والجبهة الشعبية لتحرير فلسطين – القيادة العامة.

### أبريل 1985
بعد إنسحاب القوة المتعددة الجنسيات من بيروت بين فبراير ومارس 1984، سيطرت حركة أمل على بيروت الغربية، وأنشئت عدّة قواعد وحواجز حول المخيمات بين بيروت والجنوب. في 15 أبريل 1985، هاجمت حركة أمل بتعاون مع الحزب التقدمي الاشتراكي والحزب الشيوعي، المرابطون، أبرز ميليشيا ناصرية سنية وأهم حليف لمنظمة التحرير. تعرّض المرابطون لهزيمة حاسمة بعد أسبوع من القتال في الشوارع وتم إرسال قائدهم إبراهيم قليلات إلى المنفى.

### مايو 1985
في 19 مايو 1985، ثار قتال عنيف بين حركة أمل وميليشات المخيمات الفلسطينية بهدف السيطرة على مخيمي صبرا وشاتيلا بالإضافة إلى مخيمات برج البراجنة في بيروت. قاتل مع الحركة لواء المشاة السادس في الجيش اللبناني بقيادة الجنرال عبد الحليم كنج، بالإضافة إلى كتيبة المشاة السابعة والثمانين التابعة للواء الثامن ذو الأغلبية المارونية والموالي للعماد ميشال عون، كما حظيت بدعم كبير من سوريا ودعم غير مباشر من إسرائيل. قدّر عدد المقاتلين الشيعة بخمس أضعاف المقاتلين الفلسطينيين. الذين تزودوا بمعدّات عسكرية متطورة خصوصًا المدافع والمدرّعات، على عكس منظمة التحرير التي حاربت منفردة في الاشتباكات بعدّة متدنية الجودة. تدمّرت كل المنازل في المخيمات وتحولّت إلى أنقاض.
على الرغم من مشاركة الحزب التقدمي الاشتراكي والحزب الشيوعي في هزيمة المرابطين، إلا أنهم لم يتدخلوا في القتال ضد منظمة التحرير. على الرغم من تحفيز سوريا لهما، إلا أن هذين الحزبين وجناحيهما العسكريين لم يقدّما أكثر من الدعم المعنوري واللفظي للحركة. حتّى إنّ الحزب التقدمي الاشتراكي سمح للمنظمة بنصب مدفعيّاتها في المناطق الدرزية. استمرّت المعارك في المخيمات في الفترة التالية، وإنفردت حركة أمل على الجانب اللبناني في حربها ضد منظمة التحرير، إلى جانب الفصائل الفلسطينية الموالية لسوريا. إلّا أن العلاقة بدأت بالتوتّر، ما أدّى لإشتباكات بينها لاحقًا. في 30 مايو 1985، هاجمت الحركة مخيم صبرا واستطاعت السيطرة على معظمه.
وسط ضغط عربي وسوفيتي على سوريا، واجتماع عاجل لوزراء خارجية جامعة الدول العربية مقرر في 8 يونيو، أعلنت الحركة وقف إطلاق نار من جانب واحد. على الرغم من ذلك، استمر القتال على نطاق أقل، وحوصر الفلسطينيون في المنطقة حول المسجد في مخيم شاتيلا، واستمرّ الحصار على برج البراجنة. منعت الحركة دخول اللوازم والمؤن من الدخول، ومعنت سكانها من الخروج. لا يعرف عدد الوفيّات بالتحديد، لكن من المرجح أنه عدد كبير. تحت ضغط دولي، وقّعت الحركة مع الجبهة الوطنية لتحرير فلسطين إتفاقًا لوقف إطلاق النار في 17 يونيو في دمشق.

### مايو 1986
لم تخفّ حدّة الصراع نهائيًا، بل استمر القتال بين سبتمبر 1985 و1986. وجّهت الحركة إنذارًا للفصائل الفلسطينية التي كانت تفكّر بإعادة تنظيم صفوفها في الجنوب. قدّر عدد مقاتلي منظمة التحرير خلال هذه الفترة بأكثر من 2000 مقاتل. في 19 مايو 1986، وهو اليوم الذي صادف أول معركة بين الطرفين، ثار قتال عنيف مجددًا. تعززت الحركة بمعدّات أسلحة ثقيلة، وتزوّدت بقطع المدفعية مصنّعة في الاتحاد السوفيتي، بالإضافة إلى دبابات ت-55 مستعارة من سوريا. قامت الحركة بتضييق حصارها على المخيمات، وعلى الرغم من الإعلان عن وقف إطلاق نار في عدّة مرات، إلّا أن جميعها لم يدم أكثر من عدّة أيام.

### يونيو 1986
خلال هذه الفترة، استمرّت حركة أمل في بيروت الغربية بقمع الميليشيات الفلسطينية الصغيرة مثل حركة السادس من شباط. ساعد المقاتلون اللبنانييون الأكراد من الحزب الكردي الديمقراطي منظمة التحرير في الصراع، وقد عاشوا بين الفلسطينيين في المخيمات. إنضّم الكثير من الأكراد إلى المنظمات الفلسطينية خلال فترة 1975-76 من الحرب الأهلية، وقد كان حافزهم الدفاع عن منازلهم من هجمات الحركة. هدأت الحالة قليلًا في 24 يونيو 1986، بعد أن قام السوريون بنشر جنود من سرايا الدفاع بدعم من 800 جندي في الجيش اللبناني ودركي من قوى الأمن الداخلي.

### سبتمبر 1986
مع استمرار التوتّر في الجنوب، إندلعت ثالث معركة وأكثرها عنفًا في 29 سبتمبر 1986، ووقعت في مخيم الرشيدية في صور. تطوّر النزاع على الفور إلى صيدا وبيروت. إستطاعت الفصائل الفلسطينية في صيدا إحتلال قرية مغدوشة ذات الأغلبية المسيحية، بهدف إعاد فتح الطريق إلى الرشيدية. لكنّها ووجهت بقصف قوى القوات الجوية الإسرائيلية لعدّة مراكز لها في المدينة. رفض ياسر عرفات مفاوضات جديدة لوقف إطلاق النار، وحاول تهدئة الوضع من خلال تسليم البعض من مواقعه للمرابطين مقابل تزويدهم بالمؤن للمخيمات.

### فبراير–أبريل 1987
أدّى الحصار على المخيمات في بيروت إلى نقص حاد في الموارد الغذائية والطبية فيها، ما أدّى إلى وضع مروّع لسكانها. في فبراير 1987، استمرّ القتال في بيروت الغربية مع دعم كل من حزب الله والحزب التقدمي الاشتراكي للفلسطينيين. شارك الحزب الشيوعي بالإضافة إلى الحزب السوري القومي الاجتماعي في هجوم الحزب التقدمي الاشتراكي على مراكز حركة أمل. أدّى ذلك إلى التغلب على الحركة عدديًا وسيطرة الحزب التقدمي الاشتراكي على أراض واسعة في بيروت الغربية. مع عدم مقدرة سوريا على السيطرة على الوضع بعد الآن، تقدّم الجيش السوري بقيادة المسؤول عن المخابرات السوريا في لبنان غازي كنعان إلى بيروت الغربية في 21 فبراير 1987، وهاجموا معقل حزب الله في ثكنة فتح الله، ونتج عنه قتال قصير بين وحدات الجيش السوري ومقاتلي حزب الله. في 8 أبريل 1987، رفعت الحركة الحصار عن المخيمات وسلّمت مراكزها للجيش السوري.

### 1988
في صيف 1988، عاد أبو موسى للمخيمات، وحصل قتال آخر للمرة الأخيرة، قتل فيه 127 شخصًا. تعدّ الحرب قد إنتهت بعد ذلك في يوليو 1988.

## النتائج
على الرغم من حدوث قتال سابق بين المسلمين واليساريين، إلا أنه لم يتطوّر أبدًا لهذه الدرجة. أضعفت هذه الحرب الصورة العامة للميليشيات المسلمة وفككت وحدتها. على الرغم من هزيمة المرابطين ونفي قائدهم إبراهيم كليلات، إلا أنّ منظمة التحرير إحتفظت بالسيطرة على بعض المخيمات.
بعد نهاية الحرب، أعلنت الحكومة اللبنانية أن عدد ضحايا الحرب 3781 قتيل منهم حوالي 2000 فلسطيني، و6787 جريح. من المحتمل أن عدد الضحايا أكثر بكثير، ويعود ذلك إلى أنّ الآلاف من الفلسطينيين الذين كانوا يعيشون في لبنان لم يسجّلوا في لبنان، بالإضافة إلى عدم إستطاعة أي مسؤول الوصول إلى المخيمات وتعداد الضحايا بسبب قطع الطريق والحصار.
أدّى التوتر بين حزب الله وحركة أمل إلى صراع عنيف بين الطرفين في ضواحي بيروت الجنوبية وجنوب لبنان عرفت بحرب الأخوة.